# Немцевич, Юлиан

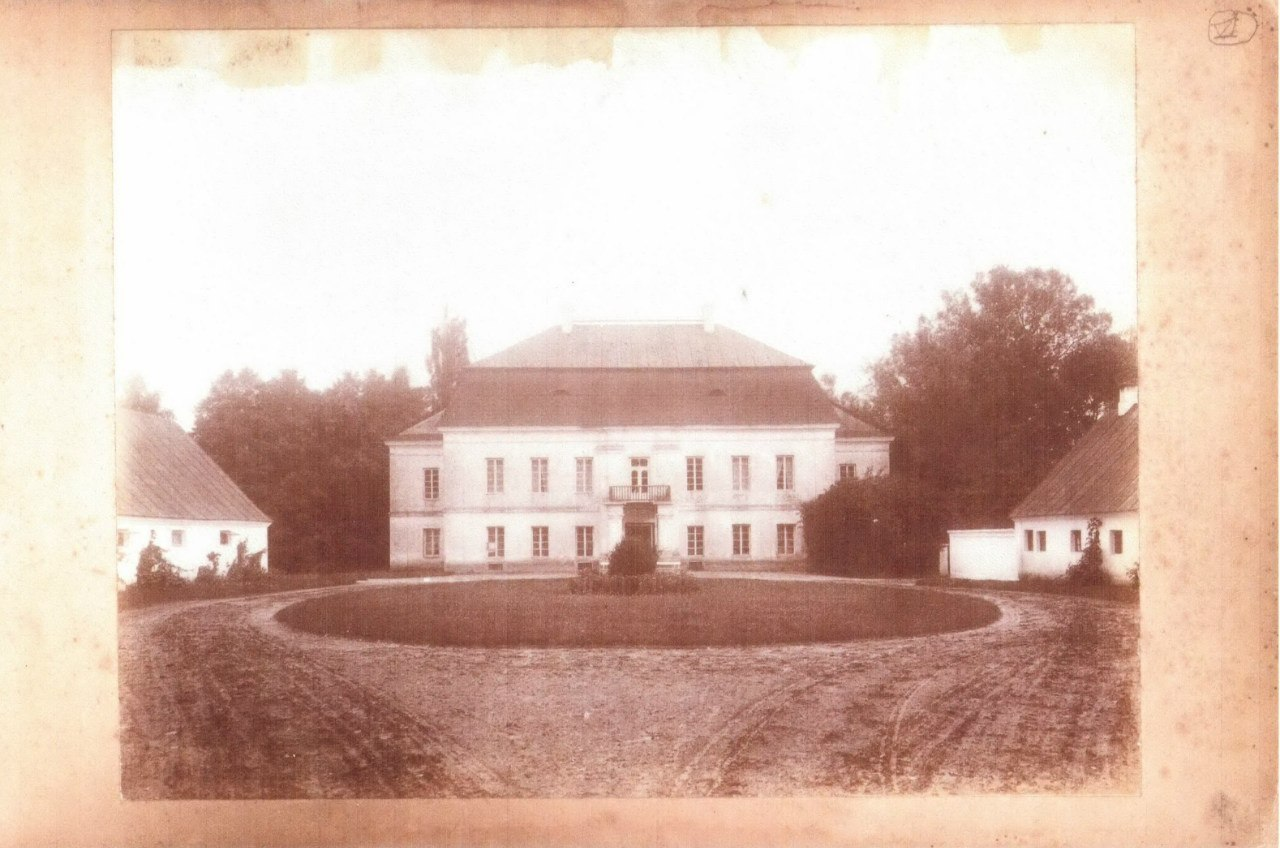
Усадебный дом Немцевичей в деревне Скоки

Юлиа́н Урсын (Урсин) Немце́вич (пол. Julian Ursyn Niemcewicz; 16 февраля 1757, д. Скоки Берестейского повета Берестейского воеводства Речи Посполитой — 21 мая 1841, Париж) — польский писатель, историк и общественный деятель.

## Биография
Родился 16 февраля 1757 года в деревне Скоки недалеко от Брест-Литовска. Представитель шляхетского рода Немцевичей, пользовавшихся придомком Урсын (или Урсин), являющегося аллюзией на изображение медведя (лат. ursus) в гербе Немцевичей «Равич». В 1770—1777 годах учился в Варшавской рыцарской школе (кадетском корпусе). Был адъютантом Адама Казимира Чарторийского. Путешествовал по Западной Европе: посетил Францию, Англию, Италию.
Был послом на Четырёхлетний сейм (1788—1792), где проявил себя как оратор и активный сторонник реформ. Участвовал в разработке Конституции 3 мая. С 1791 года состоял в Эдукационной комиссии.
После победы Тарговицкой конфедерации и отмены Конституции эмигрировал в Саксонию, а после в Австрию и Италию. В эмиграции завязал тесные сношения с Тадеушем Костюшко. Принимал активное участие в восстании 1794 года в качестве адъютанта Костюшко. Был ранен в битве при Мацеевицах, попал в плен и был заключён в Петропавловской крепости. Освобождённый Павлом I, в 1796 году вместе с Костюшко уехал в Соединённые Штаты, где женился на американке Сьюзен Ливингстон Кин и принял американское гражданство.
В 1807 году возвратился в Польшу и поселился около Варшавы. Занимал должность секретаря Сената Герцогства Варшавского. В 1809 году был награждён орденом святого Станислава. С 1813 года был секретарём Сената Царства Польского. В этот период своей жизни совершал поездки по территории бывшей Речи Посполитой, где искал и описывал памятники истории.
Во время восстания 1830—1831 годов Немцевич вошёл в состав Временного правительства, избирался сенатором-каштеляном. После поражения восстания эмигрировал в Париж, где сблизился с консервативным лагерем польской эмиграции во главе с Адамом Ежи Чарторийским. В этот период занимался преимущественно литературным трудом. Скончался 21 мая 1841 года в Париже.
Имя Юлиана Немцевича носит одна из улиц города Гродно.

## Творчество
Немцевич пробовал свои силы в разных родах литературы. В литературном творчестве придерживался эстетики классицизма. Его исторические взгляды были основаны на концепции школы Адама Станислава Нарушевича с её идеей об упадке Речи Посполитой.
Громадный успех имела его комедия «Возвращение депутата» (Powrót posla, 1791 год), в которой на канве любовной интриги дана едкая сатира на крепостническую реакцию. Ещё больший успех имела драма «Казимир Великий» (Kazimierz Wielki, 1792 год).
Вернувшись из эмиграции в 1807 году, Немцевич продолжал писать трагедии, комедии и басни, но более всего прославил себя «Историческими думами» (Spiewi historyczne, 1816), своего рода поэтической хрестоматией по польской истории. Они оказали большое влияние на творчество поэта-декабриста Кондратия Рылеева, который посвятил Немцевичу свои «Думы», часть из которых представляет собой перевод «Spiew’ов». Также Немцевич дружил со знаменитым русским поэтом князем Петром Андреевичем Вяземским, служившем в Варшаве в 1817—1821 гг.
Исторический роман Немцевича «Ян из Тенчина» (Jan z Tęczyna, 1825), написанный в духе произведений Вальтера Скотта, обогатил польскую литературу новой жанровой разновидностью. Продолжая отстаивать либеральные идеи, в романе «Лейбе и Сарра» (Leibe i Siora, 1821) Немцевич проповедует терпимость по отношению к еврейству.
Под конец жизни Немцевич стал консерватором, выступал за лояльную политику по отношению к России. После восстания 1830—1831 годов, уже в эмиграции, он продолжал бороться против радикалов и начал писать роман, направленный против Лелевеля и демократов, но не успел закончить его.
Собрание сочинений Немцевича (неполное) вышло в Лейпциге в 1838—1840 гг.